# Фабіу Енріке Таварес
Фабіу Енріке Таварес (порт. Fábio Henrique Tavares, нар. 23 жовтня 1993, Кампінас), відомий як Фабінью, — бразильський футболіст, захисник клубу «Аль-Іттіхад». Відомий виступами у складі національної збірної Бразилії.

## Клубна кар'єра

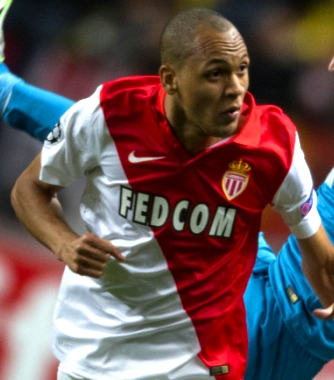
Фабінью під час виступів за «Монако»

Вихованець юнацьких команд футбольних клубів «Флуміненсе та «Паулінья».
У дорослому футболі вперше потрапив до заявки на матч 2012 року в клубі «Флуміненсе», однак на поле в основному складі так і не вийшов. 
У 2012 році перейшов до португальського «Ріу-Аве», і вже за місяць на правах оренди перейшов у «Реал Мадрид». Проте, більшість часу грав за «Реал Мадрид Кастілья», де був основним гравцем захисту команди. За «Ріу-Аве» так і не зіграв, бо після повернення з мадридського «Реала» був орендований вже «Монако».
Повноцінно до складу клубу «Монако» приєднався 2015 року. Загалом відіграв за команду з Монако 233 матчі. 
28 травня 2018 року перейшов у «Ліверпуль». У 2019 році разом з мерсисайдським клубом виграв Лігу чемпіонів.
2023 року перейшов до складу саудівського «Аль-Іттіхада».

## Виступи за збірні
З 2012 року залучався до складу молодіжної збірної Бразилії. На молодіжному рівні зіграв у 6 офіційних матчах.
З 2014 року захищає кольори олімпійської збірної Бразилії. У складі цієї команди провів 4 матчі.
У тому ж році дебютував в офіційних матчах у складі національної збірної Бразилії.
У складі збірної був учасником розіграшу Кубка Америки 2015 року у Чилі.
Всього провів у формі головної команди країни 29 матчів.
| Дата       | Місто         | Господарі         | Результат | Гості     | Турнір           | Голи | Примітки |
| ---------- | ------------- | ----------------- | --------- | --------- | ---------------- | ---- | -------- |
| 07-06-2015 | Сан-Паулу     | Бразилія          | 2 – 0     | Мексика   | товариський матч | -    | 46'      |
| 10-06-2015 | Порту-Алегрі  | Бразилія          | 1 – 0     | Гондурас  | товариський матч | -    | 20' 75'  |
| 09-07-2015 | Фоксборо      | США               | 1 – 4     | Бразилія  | товариський матч | -    |          |
| 29-05-2016 | Коммерс-Сіті  | Панама            | 0 – 2     | Бразилія  | товариський матч | -    | 77'      |
| 08-09-2018 | Іст-Разерфорд | США               | 0 – 2     | Бразилія  | товариський матч | -    |          |
| 12-10-2018 | Ер-Ріяд       | Саудівська Аравія | 0 – 2     | Бразилія  | товариський матч | -    |          |
| 16-10-2018 | Джидда        | Бразилія          | 1 – 0     | Аргентина | товариський матч | -    | 53'      |
| 26-03-2019 | Прага         | Чехія             | 1 – 3     | Бразилія  | товариський матч | -    | 87'      |
| Усього     |               | Матчів            | 8         |           | Голів            | 0    |          |

## Досягнення
- «Монако»

Чемпіон Франції (1): 2016-17
- «Ліверпуль»

Переможець Ліги чемпіонів (1): 2018–19
Володар Суперкубка УЄФА (1): 2019
Чемпіон Англії (1): 2019–20
Володар Кубка Англії (1): 2021-22
Володар Кубка Футбольної ліги (1): 2021-22
Володар Суперкубка Англії (1): 2022
- «Аль-Іттіхад»

Чемпіон Саудівської Аравії (1): 2024—25
Володар Королівського кубка Саудівської Аравії (1): 2024—25
- Бразилія

Переможець Суперкласіко де лас Амерікас (1): 2018
Срібний призер Кубка Америки (1): 2021